# Neuer Jüdischer Friedhof (Esslingen)

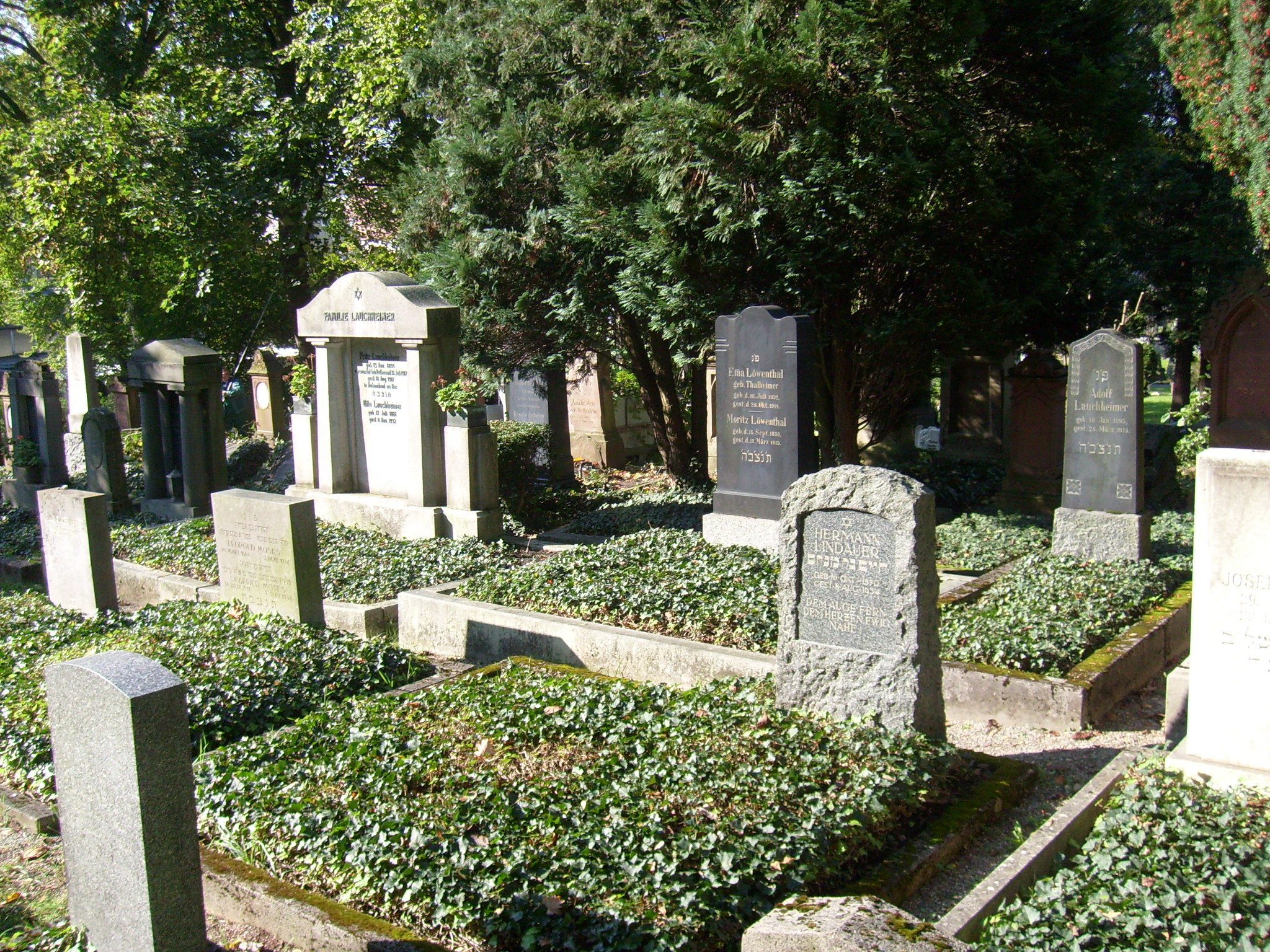
Neuer Jüdischer Friedhof in Esslingen

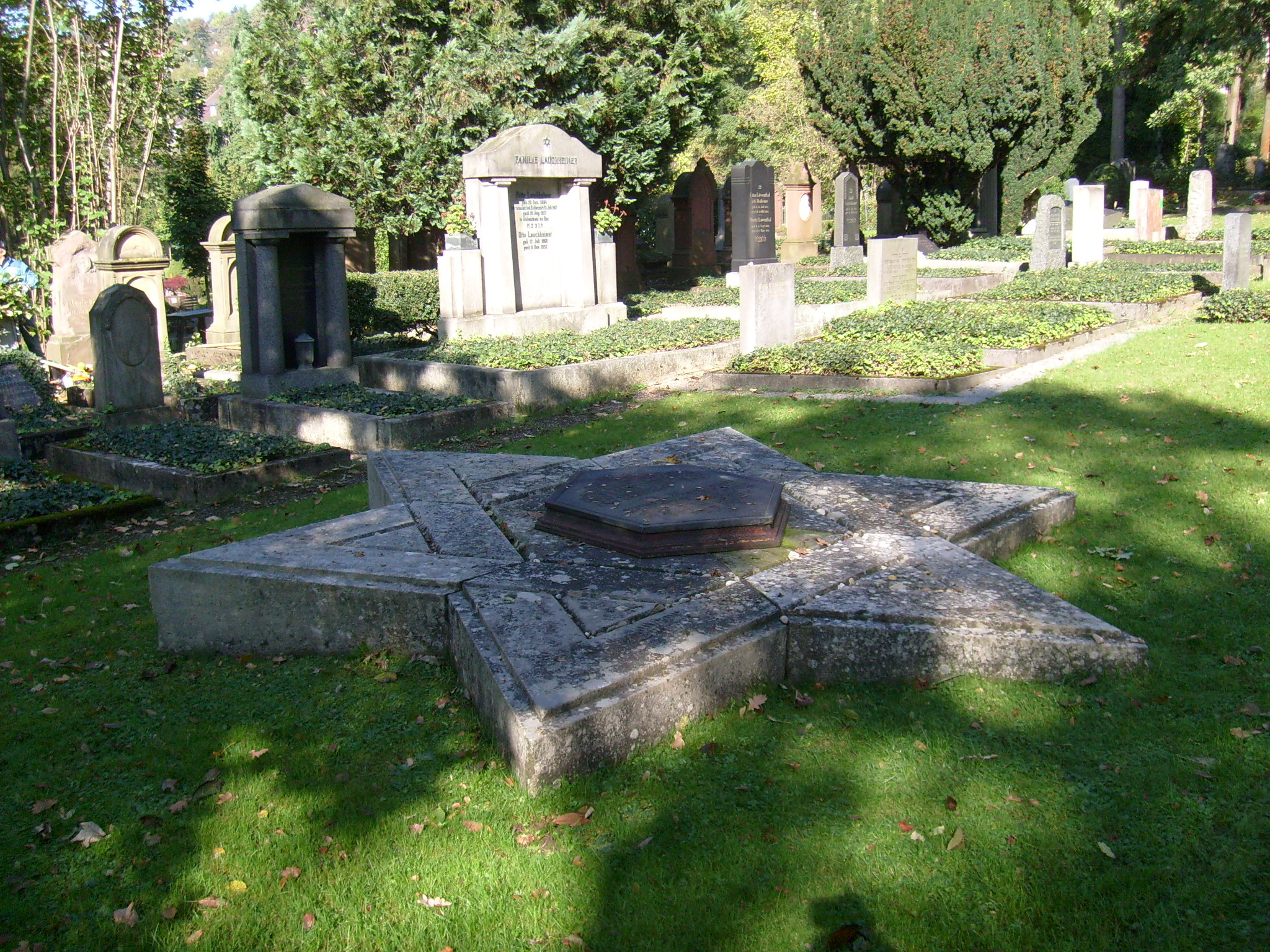
Gedenkstein für die hier beigesetzten KZ-Häftlinge

Der Neue Jüdische Friedhof in Esslingen am Neckar, einer Stadt im Landkreis Esslingen in Baden-Württemberg, wurde 1874 angelegt. Der Friedhof an der Landenberger Straße ist ein geschütztes Kulturdenkmal.

## Geschichte
Nachdem der alte jüdische Friedhof voll belegt war, wurde 1874 ein neuer jüdischer Friedhof innerhalb des Ebershalden-Friedhofes angelegt. Er besitzt eine Fläche von 5,72 Ar und heute sind noch 75 Grabsteine (Mazewot) vorhanden. Der älteste Grabstein ist von 1874 und die letzte Bestattung fand 1979 statt.  
Der jüdische Friedhof wurde auch nach 1945 mehrfach belegt. Auf der bis 1945 unbelegten Fläche befinden sich Gräber von 1947 hierher überführten Toten des KZ Echterdingen mit einer Gedenkstätte.   